# 温基亚图罗
温基亚图罗（義大利語：Vinchiaturo），是意大利坎波巴索省的一个市镇。总面积35.45平方公里，人口3144人，人口密度88.7人/平方公里（2009年）。ISTAT代码为070084。